# Детва (окръг)
Детва (на словашки: Detva) е окръг в централна Словакия, част от Банскобистришкия край. Площта му е 449,1 km², а населението – 31 034 души (по преброяване от 2021 г.). Административен център е град Детва.